# Tenuicollis subaereus
Tenuicollis subaereus is een keversoort uit de familie snoerhalskevers (Anthicidae). De wetenschappelijke naam van de soort is voor het eerst geldig gepubliceerd in 1890 door Reitter.